# Rhus rigida
Rhus rigida là một loài thực vật có hoa trong họ Đào lộn hột. Loài này được Mill. miêu tả khoa học đầu tiên.